# Gatien de Tours
Saint Gatien, ou Gatianus, Catianus ou Gratianus en latin, ou bien encore Cassien, Gratien en français, fut, selon une tradition relatée par Grégoire de Tours, le premier évêque de la ville. Missionné par le pape Fabien pour évangéliser la Touraine vers 250, il serait mort vers 300. Il est fêté le 18 décembre par l’Église universelle.

## La biographie de Gatien
La vie de Gatien est très mal connue. Seul Grégoire de Tours en donne quelques éléments ; les sources écrites plus récentes ne font que reprendre les informations de Grégoire, en les adaptant ou en leur adjoignant des traditions locales non vérifiables.

### Selon Grégoire de Tours
Les premières sources écrites au sujet de Gatien sont l'œuvre de Grégoire de Tours dans son Histoire des Francs, Livre I, chapitre 30. Grégoire y écrit que sept évêques furent envoyés de Rome en Gaule à l'instigation du pape Fabien pour évangéliser le pays sous le mandat du consul Decius (v. 250). Ces sept hommes étaient :
- Gatien de Tours ;
- Trophime d'Arles ;
- Paul de Narbonne ;
- Saturnin de Toulouse ;
- Denis de Paris ;
- Austremoine de Clermont ;
- Martial de Limoges ;

Grégoire appuie son affirmation sur une phrase de la Passion de saint Saturnin (chapitre 2), qu'il cite, mais cette phrase n'établit pas la liste de ces évêques ; elle ne mentionne que Saturnin. La mission tourangelle de Gatien ne se déroula pas facilement : il dut à plusieurs reprises se cacher pour fuir les persécutions. Après sa mort, survenue vers 300 après un épiscopat de 50 ans, il fut inhumé dans un cimetière chrétien dont Grégoire ne précise pas la localisation exacte. Martin transféra les cendres de Gatien aux côtés de celles de Lidoire, dans la basilique que ce dernier avait fondée, localisée dans le voisinage de l'église Notre-Dame la Riche.
Selon les écrits de Grégoire de Tours, durant le mandat du consul Decius (Trajan Dèce) (250), le pape Fabien envoya en Gaule sept évêques de Rome pour prêcher la bonne parole.
On ne sait quasiment rien de Gatien de Tours, sinon qu'il aurait rencontré au début une vive opposition de la population locale et qu'il aurait été obligé de célébrer le culte dans des catacombes. Il serait mort paisiblement, vers 300, après avoir été évêque pendant cinquante ans de Tours, au IIIe siècle et tout début du IVe siècle.

### Développements et autres traditions
Gatien célébrait le plus souvent le culte chrétien dans la crypte de l'église Sainte-Radegonde de Tours ou dans une grotte de l'abbaye de Marmoutier, près de Tours.
Sepmes et Huismes auraient été respectivement les septième et huitième églises fondées par Gatien en Touraine. On sait aujourd'hui que premières paroisses rurales ont été fondées par Martin dans le dernier quart du IVe siècle et que l'origine toponymique des deux lieux évoqués est toute autre : Huismes (Oximensis villa au Xe siècle), est la déformation du qualificatif d'une déesse (Uxisama = la très haute, la très belle) alors que Sepmes (Septimum au IXe siècle) vient de ce que le lieu se trouve à sept milles romaines de la frontière territoriale entre Turons et Pictons.
Une tradition, qui prend corps au début du XIVe siècle, fait de Gatien un disciple de Jésus, venu évangéliser la Touraine dès le Ier siècle.
On dit que saint Martin allait souvent prier sur son tombeau.

### Doutes et interrogations
Certains auteurs remettent en cause l'existence même de Gatien. Ils fondent leur raisonnement sur une analyse des écrits de Grégoire de Tours qui révèle des contradictions, le recours à des traditions orales et des interprétations erronées de textes anciens.

## L'empreinte de Gatien en Touraine

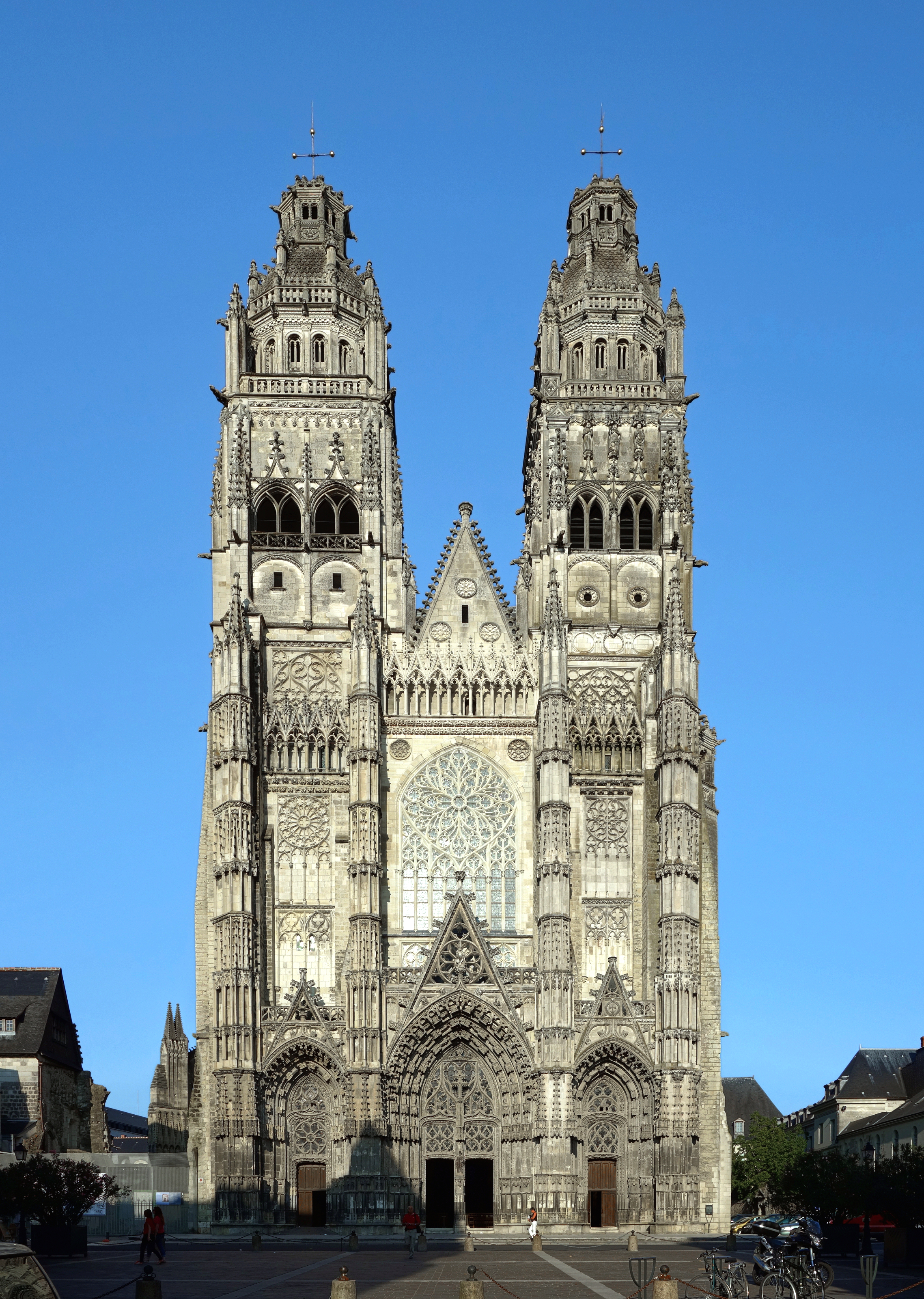
La façade de la cathédrale Saint-Gatien de Tours.

La cathédrale de Tours a été jusqu'au XIVe siècle dédiée à saint Maurice. À compter de cette période, et pendant plusieurs siècles, elles devient peu à peu la cathédrale Saint-Gatien, sans qu'un changement officiel de dédicace ait été notifié. Selon Charles Lelong, cité par Frédéric Pleybert, la raison fondamentale de cette évolution réside dans une volonté des archevêques de Tours de retrouver une partie de leur prestige, fortement concurrencé par l'importance du culte martinien dans la basilique voisine. Consacrer la cathédrale à saint Gatien revenait à la mettre sous la protection du fondateur du christianisme en Touraine, bien avant Martin.
L'emplacement de la basilique de Saint-Lidoire, dans laquelle Gatien aurait été inhumé, n'est pas connu avec certitude. Il est proposé de la localiser près de l'église Notre-Dame la Riche, voire à son emplacement. C'est au numéro 12 de la rue Georges-Courteline à Tours qu'a été construite la crypte Saint-Gatien ; elle sera surmontée en 2014 d'une nouvelle statue.
Saint Gatien, fêté le 18 décembre est le patron des cathédrales et de leurs bâtisseurs.
Dans le diocèse de Tours, le 19 octobre, dédicace de la Cathédrale Saint-Gatien, est une fête pour le diocèse et Solennité à la Cathédrale.